# Manuel Robles Pezuela
Manuel Robles Pezuela född 23 maj 1817 Guanajuato, Guanajuato (delstat) och död 23 mars, 1862, San Andrés Chalchicomula, Puebla var mexikansk militär, politiker och landets konservative president 1858-1859.